# Autoestop

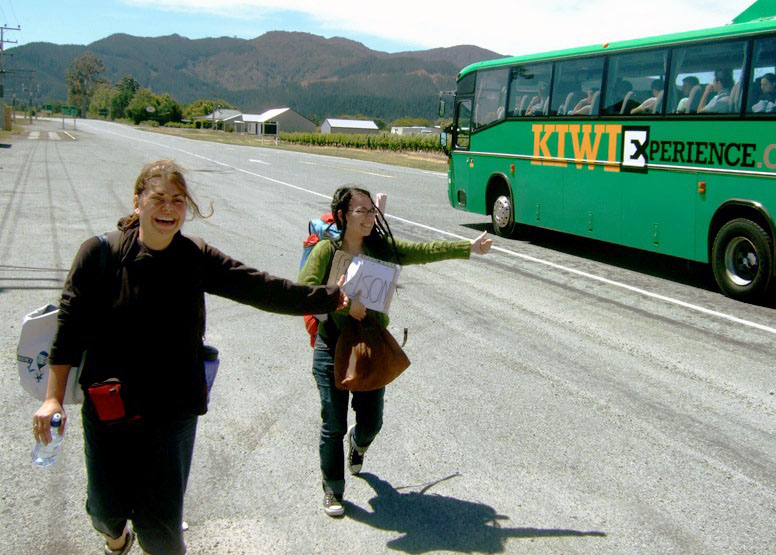
Autoestopistes a Nova Zelanda

L'autoestop o popularment fer dit i fer ganxo és una pràctica de viatgers que cerquen transport de franc en assatjar de fer parar un vehicle per mitjà d'un gest o rètol o modernament amb una aplicació mòbil. La pràctica que era força popular s'extingeix. Hi ha assajos per llençar iniciatives de «e-autoestop» per facilitar els desplaçaments, estalviar recursos i aprofitar places buides dels vehicles privats.

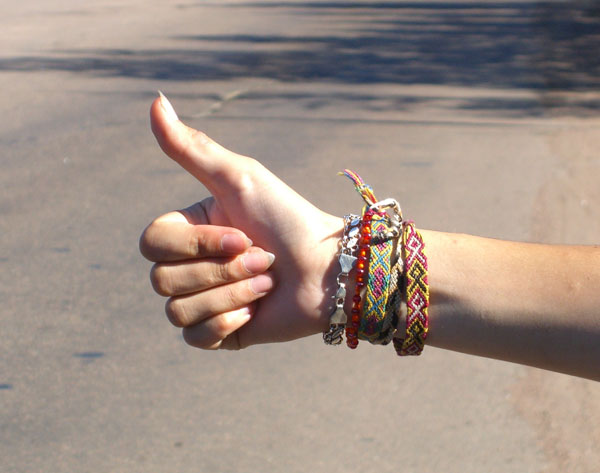
Gest comú d'autoestop

En moltes regions, per demanar autoestop, els viatgers solen estirar el braç cap a la carretera i aixequen el polze o mostren un rètol amb el nom del seu destí. Hi ha variants com a Sud-amèrica, on l'autoestopista ensenya l'anvers de la mà amb el dit índex aixecat, en lloc del polze. A Polònia, s'allarga la mà a la vegada que s'agita. A l'Índia, la mà és agitada amb el revers cap avall. A Israel, s'apunta a l'automòbil amb el dit índex. Normalment, s'hi viatja de franc, tot i que, a vegades, el viatger contribueix al cost del combustible. Altres conductors es conformen amb el fet de tenir companyia en el camí.
Les motivacions poden ser diverses com estalviar diners, absència de transport públic, el gust de l'aventura i viatjar de franc, conèixer gent nova i paisatges inesperats, una avaria del propi vehicle o la pèrdua del darrere tren.
Els conductors també poden tenir diverses raons per recollir autoestopistes, per exemple companyia en el viatge, són (antics) autoestopistes i se senten solidaris, responsabilitat social, desig d'economia compartida de franc…
Conductors que han quedat varats o gent sense diners o transport com els indigents recorren amb freqüència a l'autoestop, altres ho fan per la passió o inclús com a esport.

## Autoestop en les arts
- Autoestop (2007) de Antoni Sala i Isern, novel·la amb retrats de paisatge i gent de Catalunya[12][13]
- Autoestop (2008), recull de poemes de Marí Noy i Freixa[14]
- Autoestop (2017) cançó de King Kong Boy a l'àlbum KKB[15]